# Pelliciera rhizophorae
Pelliciera rhizophorae Triana & Planch., 1862 è una pianta della famiglia Tetrameristaceae, unica specie nota del genere Pelliciera.

## Distribuzione e habitat
La specie è presente in Nicaragua, Costa Rica, Panama, Colombia ed Ecuador.
Concorre alla formazione delle mangrovie.

## Tassonomia
La classificazione tradizionale considera Pelliciera come l'unico genere nella famiglia Pellicieraceae (Theales) mentre la moderna classificazione APG IV lo assegna alle Tetrameristaceae (Ericales).

## Conservazione
La Lista rossa IUCN classifica Pelliciera rhizophorae come specie vulnerabile.